# Brachinus chirriador
Brachinus chirriador är en skalbaggsart som beskrevs av Terry Erwin. Brachinus chirriador ingår i släktet Brachinus och familjen jordlöpare. Inga underarter finns listade i Catalogue of Life.